# コムラム・ビーム
コムラム・ビーム（Komaram Bheem または Kumram Bheem、1900年または1901年 – 1940年）は、イギリス領インドのハイデラバード藩王国（ニザーム藩王国）におけるゴンド族の革命指導者。1930年代にハイデラバード藩王国東部において、他のゴンド族の指導者と協力しながら封建的な藩王国に対する断続的な小規模反乱を率いた。
彼は1940年に武装警官に殺害されたが、死後反乱の象徴として讃えられ、アディヴァシ（先住民）やテルグの伝承の中で賛美されるようになった。ビームはゴンド文化の「ペン」として神格化されるとともに、侵略や搾取に対抗する感情の象徴として彼が作ったとされる「Jal, Jangal, Zameen（水、森、大地）」というスローガンは、直接行動を起こすための呼びかけとしてアディヴァシの運動に採用されてきた。また彼は、テランガーナ州のアーンドラ・プラデーシュ州からの独立を求める運動にも大きな影響を与えたとされる。

## 生涯
コムラム・ビームは、イギリス領インドのハイデラバード州アシファバードの近くにあるサンクパリで、ゴンド族の共同体に生まれた。一般には1901年10月22日に生まれたとされているが、1900年とする説もある。ビームは、伝統的な王国であるチャンダとバラルプール内の部族が住む森で、他の世界から隔離されて育ち、正式な教育は受けなかった。ザミーンダール（地主）や実業家による搾取、ジャンガラート警察（森林警察）による恐喝など、ゴンド族への迫害はエスカレートしていった。このためビームも、生涯にわたって各地を転々とすることになる。
1900年代、ゴンド族の生活圏では採掘活動の拡大と国家権力の強化が進み、ゴンド族の自給自足的な生活を妨げるような規制が導入、施行された。ゴンド族の地域の土地はザミーンダールたちに与えられ、ゴンド族のポドゥ（podu）耕作の農業活動には税金が課された。これに従わないと厳しい仲裁措置がとられた。アディヴァシの子どもたちが違法に木を切り倒したとして、その指を切り落とされることもあったという。税は強引に徴収され、虚偽の事件がでっち上げられることもしばしばだった。このような状況の中で、代々住んでいた村から移住し始めるゴンド族の人々もいたが、その結果として報復や反動的措置を受けることもあった。ビームの父親もまた、そのような事件の一つによって森林管理官に殺された。
父親の死後、ビームとその家族はサンクパリを離れ、カリームナガル近くのサーダプールに移住した。サーダプールに移住したゴンド族たちは、ザミーンダールであるラクスマン・ラオの所有する不毛の地に住み着き、その地で自給自足の農業を始めたが、これがその後徴税による搾取の標的となった。1920年10月に起こった対立で、ビームはラオが収穫期の作物を没収するために送り込んだ藩王国の高官Siddiquesaabを殺害した。逮捕を逃れるため、ビームは友人のコンダル（ルータ・コンダル、コムラム・コンダル、エドラ・コンダルなど様々な名で知られる）と共に、徒歩でチャンダ市へ逃亡する。二人は地元の出版業者Vitobaのもとに身を寄せることができた。Vitobaは、反英・反藩王国派の雑誌のための印刷機と地方鉄道全体にわたる流通網を有していた。ビームはVitobaのもとで働きながら、英語、ヒンディー語、ウルドゥー語の会話と読解を習得した。
ビームは、Vitobaが逮捕された後、再び逃亡を余儀なくされた。今度は、マンチェリヤルの鉄道駅で知り合った人と一緒にアッサム州の茶畑へ向かった。彼は4年半ほどこの茶畑で働いたが、その間に労働組合活動にのめり込んだために、ついに逮捕されることになる。しかしビームは4日のうちに脱獄し、貨物列車に乗り込んでニザーム藩王国のバルハールシャーへ舞い戻った。かつてゴンド族の首長としてイギリスの支配と闘ったラームジー・ゴンドの話を幼いころに聞いていたビームは、ニザームに戻った今、アディヴァシ、つまり先住民たちの権利のために自らの闘いを始めることを決意した。ビームは母親と弟とともにカカンハット（Kakanghat）へ移り住み、デヴァダム（Devadam）という村の長であったラッチュ・パテル（Lacchu Patel）のもとで働き始めた。アッサムでの経験を生かして、アシファバード地所に対する土地訴訟でパテルに協力した。これによって近隣の村々で名を知られるようになったビームは、その見返りとしてパテルから結婚を許されることになった。
ビームはソム・バイという女性と結婚し、ゴンド族の土地の奥地にあるBhabejhariに移り住み、土地を開墾するようになった。ところが、収穫の時期になると、またもや森林管理官がやってきて、この土地は国のものだと言って追い出そうとする。そこでビームは、藩王国に直接働きかけてアディヴァシ側の不満を訴えようとしたが、何の反応も得られない。かくしてビームは武装蜂起を決意する。彼は、インド共産党と秘密裏に提携し、Jodeghatのアディヴァシたちの動員を開始する。最終的には、Ankusapur、Bhabejhari、Bhimangundi、Chalbaridi、Jodeghat、Kallegaon、Koshaguda、Linepatter、Narsapur、Patnapur、Shivaguda、Tokennavadaという12の伝統的な地区から、部族の指導者による議会を招集した。議会は、自分たちの土地を守るためにゲリラ軍を結成することを決定した。また、ビームは自分たちが独立したゴンド王国であると宣言することを提案した。これについて、後年のゴンドワナ自治の試みの前身とする見方もある。
この議会の後、1928年にゴンド地方で蜂起が始まった。勢力が動員され、BhabejhariとJodeghatのザミーンダールの攻撃を行った。これに対してニザーム藩王国は、ビームをゴンド族反乱の指導者として認定し、アシファバードに徴税人を派遣して彼と交渉させ、ゴンド族へ土地を与えることを保証した。ビームは、自分たちは正義を求めているのだと主張してこの申し出を拒否し、代わりにゴンド族の地域自治、森林管理官とザミーンダールの立ち退き、および藩王国内の刑罰制度によって捕らえられているすべてのゴンド族の囚人の釈放を要求した。要求は拒否され、紛争はその後10年間、小規模なゲリラ活動として継続されることとなった。ビームは手づから300人の部下を指揮し、Jodeghatを拠点に活動した。彼はこの時期に「Jal, Jangal, Zameen（水、森、大地）」というスローガンを作ったと言われている。
藩王国側はまず、Aliraja Brands大尉率いる300人の軍勢を送り込んで彼を追い詰めたが、失敗した。そこで、ゴンド族の一人、クルドゥ・パテル（Kurdu Patel）を買収してビームの居場所や軍勢に関する情報を提供させた。この情報により、ビームはアシファバードのタールクダール（封建的土地所有者）、Abdul Sattar率いる武装警官に見つかって殺された。ビームが何らかの古い呪文を知っていることを想定し、生き返る可能性を危惧した警官らによって、彼の遺体はその場で燃やし尽くされた。なお、彼の他にも15人がここで殺されている。ジャーナリストのAkash Poyamは、その夜、森全体に "Komaram Bheem amar rahe, Bheem dada amar rahe" （「コムラム・ビーム万歳」）という声が鳴り響いたと書いている。死の日付については議論があり、公式には1940年10月と認識されているが、ゴンドの人々は1940年4月8日を記念日としている。

## 影響
ビームは死後、ゴンド族の反乱の象徴として祭り上げられ、長年にわたり、アディヴァシやテルグの民謡の中で賛美された。現在もアニミズム的なゴンド先住民族コミュニティの中で、「Bheemal Pen」崇拝という形で神格化されている。ゴンド族は毎年、彼の命日をAswayuja Powrnamiで祝い、反乱時の活動拠点であり彼が没した地でもあるJodeghatで行事を執り行う。ビームの側近であったBhadu masterとMaru masterは、彼の死後、士気を失った戦闘員のモチベーションを高めるため、ビームを讃えることに尽力したと考えられている。
ビームの死後、ハイデラバード藩王国はオーストリアの民俗学者クリストフ・フォン・ヒューラー＝ハイメンドルフを雇い、反乱の原因を調査させた。ハイメンドルフの研究により、1946年に「ハイデラバード部族地域規則1356ファスリ」が制定されることになった。ハイメンドルフは当時、「政府の権威に対する先住民族の反乱は、支配者と被支配者の間の最も悲劇的な対立の一つである」「それは常に、弱者が強者に立ち向かう、また無教養で無知な者が洗練されたシステムによる組織的権力に立ち向かう、絶望的な戦いである」と述べている。反乱自体はビームの死後も何年も続き、1946年に共産主義者がニザーム藩王国に対して起こした農民反乱であるテランガーナの反乱に合流していった。
ビームの功績は、インド中東部の貧しいアディヴァシの民俗文化やアーンドラ・プラデーシュ州のテランガーナ運動を除いては、メインストリームからほとんど無視されていた。アディヴァシの間で革命的な人物として偶像化されたこととは対照的に、インドのメインストリームの歴史において周縁化された彼の地位は、同様に独立後もインドで周縁化され搾取され続けるアディヴァシら自身の地位を象徴する実例となったのである。侵略や搾取に対抗する感情を象徴する「Jal, Jangal, Zameen（水、森、大地）」というスローガンは、アディヴァシのコミュニティ、特にゴンド族によって、社会的・政治的な闘争のために使用されてきた。ナクサライト（マオイスト）運動におけるスローガンがその一例である。ポピュラー・カルチャーの分野では、ビームの生涯を題材にしたAllani Sridhar監督の映画『コムラム・ビーム』（1990年）が制作され、ナンディ賞で2部門を受賞している。
21世紀に入りテランガーナ州の新設を求める声が高まるにつれて、ビームの功績は再び脚光を浴び、主流派に近い政治的言説や弁舌において取り上げられるようになる。2011年、アーンドラ・プラデーシュ州政府は、「スリ・コムラム・ビーム・プロジェクト」と名付けられたダムおよび貯水池の建設と、ハイデラバード市のタンク・バンド・ロードへの像の設置を発表した。2014年にテランガーナ州が設立されると、州政府はJodeghatに部族史を伝えるコムラム・ビーム博物館と記念館を建設するために、2億5千万ルピー（2020年の価値で3億4千万ルピー、430万米ドル相当）を計上した。博物館と記念館は2016年に落成し、同年、アーディラーバード県が再編され、その一部がコムラムビーム県として切り出された。Jodeghat付近のロケーションは、テランガーナ州の主要な観光地となっている。
2018 年、映画バーフバリシリーズの監督であるS・S・ラージャマウリは、コムラム・ビームおよび同時代のアッルーリ・シータラーマ・ラージュを主人公とする映画『RRR』を発表した。 N・T・ラーマ・ラオ・ジュニアが ビームの役を演じた。同時代の2人の友情を描いたフィクションであり、2人が歴史上に登場する以前の空白の時代である1920年代を舞台としている。